# Belmont (Virginia)
Belmont es un lugar designado por el censo situado en el condado de Loudoun, Virginia  (Estados Unidos). Según el censo de 2010 tenía una población de 5.966 habitantes.

## Demografía
Según el censo de 2010, Belmont tenía una población en la que el 68,9% eran blancos; el 6,1% afroamericanos; el 0,3% eran indios americanos y nativos de Alaska; el 20,1% eran asiáticos; el 0,1% hawaianos y otros isleños del Pacífico; el 1,0% de otra raza, y el 3,6% a partir de dos o más razas. El 5,0% del total de la población eran hispanos o latinos de cualquier raza.